# 中南街道 (芜湖市)
中南街道，是中华人民共和国安徽省芜湖市弋江区下辖的一个乡镇级行政单位。2017年，由原中山南路街道和利民路街道合并而成。

## 行政区划
中南街道下辖以下地区：
禹王宫社区、兴隆街社区、三潭社区和潮音街社区。